# Термінал 1-Ліндберг (станція)
44°52′52″ пн. ш. 93°12′21″ зх. д. / 44.8811° пн. ш. 93.2057° зх. д.
Станція 1–Ліндберг (англ. Terminal 1–Lindbergh station) — станція легкорейкового транспорту на Блакитній лінії метрополітену. Вона є єдиною підземною та центральною станцією, яка розташована на глибині 69 футів нижче рівня землі в міжнародному аеропорту Міннеаполіс-Сент-Пол. Дістатись туди можна ескалатором чи ліфтом. Станція почала працювати 4 грудня 2004 року.

## Дизайн

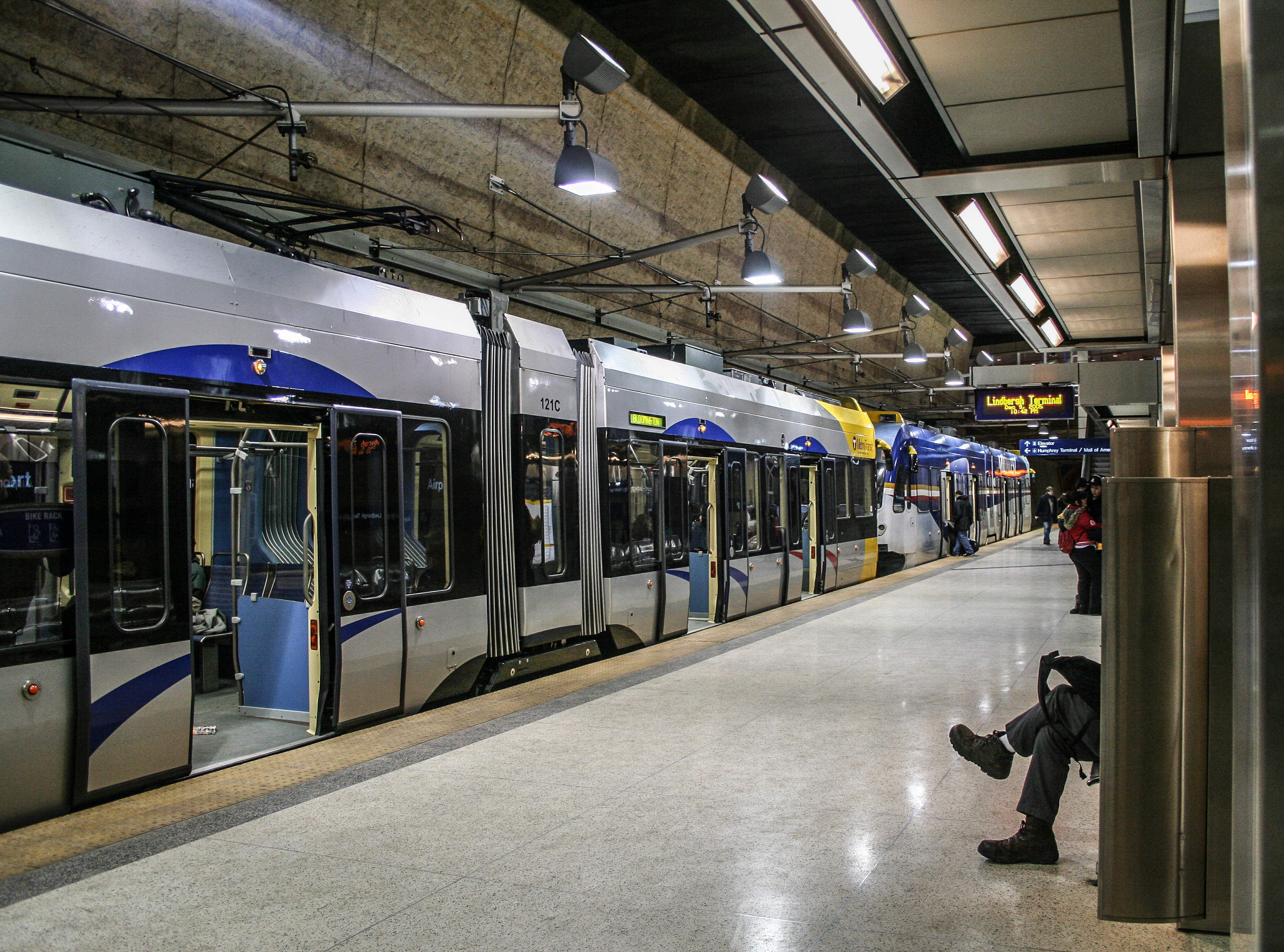
Потяг Блакитної лінії зупинився на Станції 1–Ліндберг

Розташувати велику станцію під аеропортом було дуже складно для проектувальників. Тунель і станція повинні бути ретельно спроектовані, щоб відповідати вимогам безпеки Федерального управління цивільної авіації .  Пасажири можуть дістатися до станції через транзитний центр в «Hub Building», або на трамваї, який курсує від головного терміналу . 
Тунелі були спроектовані з високим ступенем вибухостійкості у разі загрози тероризму. Підземна частина була найдорожчою дистанцією всього залізничного проекту. 
Ця станція була викопана вже після того, як збудували дві головні тунельні труби за допомогою тунелепрохідної машини.   Станція є найбільшим підземним громадським місцем у Міннесоті.  Під час прокладання було виявлено засипану річкову долину за кілька сотень футів на південь від станції.
Станція Ліндберг не опалюється, але завдяки своєму розташуванню зберігає температуру приблизно 50-60 °F (10-15 °C) цілий рік.

## Обслуговування

### Трансфер до аеропорту
Сполучення між цією станцією та Станцією 2–Хамфрі є безкоштовним для пасажирів і працює цілодобово.  Блакитна лінія — є основним спосом пересадки пасажирів між станціями.  Станція  1 –  Ліндберг належить і обслуговується Комісією столичних аеропортів.

### Сполучення
Від станції є пряме автобусне сполучення з Маршрутом 54 до центру міста Сент-Пол і торгового центру Mall of America .

## Публічне мистецтво
У станції знаходиться витвір мистецтва "Стрекоза" Андреа Міклебуст і Стентона Сірса. Цей витвір виготовлений з тераццо розміром 30 футів (9,1 м) на 45 футів (14 м) у вигляді крила стрекози на платформі. Витвір мистецтва належить і обслуговується Міжнародним аеропортом Міннеаполіс-Сент-Пол.